# Левин, Дмитрий Андреевич
Дми́трий Андре́евич Ле́вин (1777—1839) — русский военачальник, генерал-майор.

## Биография
Родился 1 (12) января 1777 года. Происходил из рода дворян Орловской губернии Левиных. Состоял в родстве с Д. В. Давыдовым и А. П. Ермоловым, поддерживал с ними тесные отношения.
В военную службу вступил 7 июня 1778 года сержантом; в сражении под Аустерлицем, за которое получил орден Св. Анны 4-й степени, участвовал в чине штабс-капитана; с 17 августа 1806 года — капитан.
Сражался с французами в 1807 году под Гутштадтом и Гейльсбергом; за сражение при Фридланде был награждён орденом Св. Владимира 4-й степени с бантом; 27 декабря 1807 года был произведён в полковники.
Сибирский гренадерский полк, шефом которого Левин был назначен 24 сентября 1811 года, в начале 1812 года находился в составе 3-й бригады 2-й гренадерской дивизии в 8-м пехотном корпусе 2-й Западной армии. Левин участвовал в сражениях под Смоленском, Бородином, Тарутиным, Малоярославцем, Красным. За Бородинское сражение он был награждён, 31 декабря 1812 года, орденом Св. Георгия 4-го класса № 1151:
В воздаяние ревностной службы и отличия, оказанного в сражении против французских войск 24 августа, где, командуя бригадою, послан был для вытеснения неприятеля из лесу и исполнил сие с отличною храбростию, а 26 числа, быв командирован для защищения люнетов, несколько раз ходил на неприятеля в штыки, удержал стремление его и опрокинул с большим для него уроном.
В сражении под Люценом был ранен пулей навылет в правое плечо, а под Лейпцигом — в правую ногу ниже колена. За сражение при Люцене награждён орденом Св. Владимира 3-й степени; за кампанию 1813 году получил прусский орден «За заслуги»; за отличие в разных сражениях 15 сентября 1813 года получил генерал-майорский чин. За сражение у Парижа в 1814 году, был награждён орденом Св. Анны 1-й степени.
До 2 января 1820 года, когда он был уволен по болезни с мундиром и полным пенсионом, Д. А. Левин командовал бригадой 3-й гренадерской дивизии.
Умер 30 ноября (12 декабря) 1839 года в 12-м часу ночи. Был погребён в Спасо-Бородинском монастыре.
Был женат на дочери отставного подполковника Анне Дмитриевне Львовой.

## Память
В память о Дмтрии Андреевиче Левине в 2016 году в селе Закрутое установлена мемориальная доска.

## Источник
- Словарь русских генералов, участников боевых действий против армии Наполеона Бонапарта в 1812—1815 гг. // Российский архив. История Отечества в свидетельствах и документах XVIII—XX вв. : Сборник. — М.: студия «ТРИТЭ» Н. Михалкова, 1996. — Т. VII. — С. 452. — ISSN 0869-20011. (Комм. А. А. Подмазо)